# احمد ظاهر
احمد ظاهر (۲۴ جوزا یا خرداد ۱۳۲۵ – ۲۴ جوزا یا خرداد ۱۳۵۸) آواز خوان اهل افغانستان در دهه‌ ۱۳۵۰ بود. از احمد ظاهر با عنوان «بهترین و بزرگترین و محبوب‌ترین خوانندهٔ تاریخ افغانستان» یاد می‌شود. وی در عمر کوتاه خود بیشتر از سی و سه آلبوم منتشر کرد. و در مجموع تعداد آهنگ‌های احمد ظاهر به ۴۳۰ آهنگ می‌رسد. احمدظاهر، به زبان‌های دیگری هم مانند انگلیسی، هندی و پشتو آهنگ می‌خواند. او در سالروز تولد ۳۳ سالگی‌اش در سانحه‌ای «مشکوک» در تونل سالنگ، درگذشت.
همچنین وی را در افغانستان «الماس شرق» نامیده‌اند و در خارج از مرزهای افغانستان (در اروپا و آمریکا) مشهور به الویس پریسلی افغانستان بود.

## زندگی
احمد ظاهر در ۲۴ جوزا (خرداد) ۱۳۲۵ در‌ محله ده مزنگ شهر کابل به دنیا آمد. او آوازخوانی را از مکتب آغاز کرد و نخستین آهنگش با این شعر ضیا قاری‌زاده ای بلبل شوریده شو از تو فغان از من را در لیسه حبیبیه خواند و لقب بلبل حبیبیه را به دست آورد. وی پس از نشان دادن استعداد در موسیقی در رادیو افغانستان برنامه‌هایی اجرا کرد.
احمد ظاهر پس از گذراندن دوره دانشسرا (دارالمعلمین) راهی هندوستان شد تا در رشتهٔ آموزش و پرورش مدرک کارشناسی ارشد بگیرد. شاید او نخستین کسی بود که آلات موسیقی غربی را با موسیقی شرقی وفق داد و سازهای آکوردئون، ارگ و ترومپت را به موسیقی افغانستان هدیه آورد. آوازه او از طریق موسیقی از شهرت پدرش که صدراعظم وقت افغانستان بود بالاتر رفت.
او در سال ۱۳۵۱ خورشیدی، لقب بهترین آوازخوان سال افغانستان را به دست آورد و بسیاری از مردم افغانستان او را بهترین خوانندهٔ تاریخ این کشور می‌دانند.
احمد ظاهر سه بار ازدواج کرد و از این سه ازدواج دو فرزند دارد، یکی «شبنم» و دیگر «احمدرشاد» که هر دو خارج از کشور در آمریکا زندگی می‌کنند.
احمد ظاهر به خاطر درگیری‌های خانوادگی راهی زندان شد و در این هنگام بود که مادرش درگذشت. روایتی وجود دارد که وی پس از رهایی از زندان، در عروسی دختر زمامدار وقت حفیظ‌الله امین بنابر اصرار دخترش، شرکت کرد و آواز خواند. بسیاری بر این عقیده‌اند که این واقعه باعث شد تا حفیظ‌الله امین به فکر قتل وی گردد و از همین روی، قتل احمد ظاهر را که در سالنگ صورت گرفت، نیز به امین نسبت می‌دهند. پیکر او ابتدا در مسجد حاجی مجید در سردخانه نگهداری و سپس در گورستان شهدای صالحین به خاک سپرده شد.
احمدظاهر در ۱۴ جون ۱۹۷۹ در شاهراه سالنگ در شمال کابل به طرز مرموزی در یک حادثه رانندگی درگذشت. فخریه ظاهر، همسرش، دراین‌باره به واشینگتن پست گفت: «کسانی که جسد او را دیدند، زخم گلوله را دیدند. او را کشتند. همه این را می‌دانستند و خیلی واضح بود، اما هیچ‌کس نمی‌توانست صحبت کند یا سؤالی بپرسد.»

## در فرهنگ عامّه
احمد ظاهر نماینده موسیقی کلاسیک افغانستان شمرده می‌شود که آهنگ‌هایی پرمفهوم و جاندار برای شنوندگان عرضه داشت. او نه تنها در افغانستان، که بلکه در تاجیکستان، ایران و پاکستان نیز علاقه‌مندان بی‌شماری دارد. احمد ظاهر بیشتر می‌کوشید تا از بهترین، زیباترین و معتبرترین اشعار در آهنگ‌های خود استفاده کند و از همین روی، علاقهٔ او به مولانا، حافظ، سعدی، بیدل، سیمین بهبهانی، رهی معیری، خلیل‌الله خلیلی، ابوالقاسم لاهوتی، فروغ فرخزاد و دیگر شعرای زبردست زبان فارسی بود ولی به زبان‌های هندی، روسی، پشتو و انگلیسی نیز آواز خوانده است.
ازجمله آهنگ‌های مشهور او «خدا بود یارت»، «مادر من»، «اوبانو جانا»، «لیلی جان» و «چشم سیاه داری» است.
از احمد ظاهر آهنگ‌های زیادی به یادگار مانده است که در ۳۳ آلبوم رسمی تدوین گردیده و به شکل صوتی در بازار عرضه شده است. به غیر از دو ویدیو تصویری، سایر موزیک‌ویدیوهای وی مقتبس از همین دو آهنگ یا عکس‌های او هستند.

## آلبوم‌ها
آلبوم‌های موسیقی افغان
- دِلَکم (۱۹۷۳)
- بهار (۱۹۷۳)
- شبهای ظلمان (۱۹۷۴)
- مادر (۱۹۷۴)
- آواره (۱۹۷۵)
- غلام قمر (۱۹۷۵)
- سلطان قلبم (۱۹۷۶)
- از غمت ای نازنین (۱۹۷۶)
- گل بادان (۱۹۷۱)
- یار بی وفا (۱۹۷۷)
- لیلی (۱۹۷۷)[۸][۹]
- احمد ظاهر و ژیلا (۱۹۷۸)
- آهنگ زندگی (۱۹۷۸)
- شب هجران (۱۹۷۹) (انتشار پس از مرگ)

آلبوم‌های موسیقی آریانا
- درد دل (۱۹۷۲)
- موسوم گل (۱۹۷۷)

آلبوم‌های مرکز موسیقی
- عاشق رویت من (۱۹۷۳)
- نیش گژدم (۱۹۷۶)
- لیلی جان (۱۹۷۷)
- احمد ظاهر با ستاره‌ها (۱۹۷۷)
- تو به امانی (۱۹۷۸)